# Ministry of Aviation
Das Ministry of Aviation war ein Ministerium der britischen Regierung, das 1959 nach Auflösung des Ministry of Supply gegründet wurde. Seine Aufgabe war die Regulierung und Kontrolle des zivilen Luftverkehrs im Vereinigten Königreich und die Versorgung der Luftwaffe mit Flugzeugen.
Es wurde 1967 aufgelöst. Die Verantwortung der Versorgung der britischen Luftwaffe mit Flugzeugen wurde dem Ministry of Technology übertragen, während die Regulierung der Zivilluftfahrt dem Board of Trade überantwortet wurde.